# شادي سكاف
شادي مصطفى سكاف (مواليد 9 فبراير 1994) هو لاعب كرة قدم لبناني محترف يلعب في مركز قلب الدفاع في نادي النجمة.

## روابط خارجية
- شادي سكاف على موقع قاعدة بيانات كرة القدم.إي يو (الإنجليزية)
- شادي سكاف على موقع Soccerway.com (الإنجليزية)
- شادي سكاف على موقع كووورة